# فرانسوا ماسیالو

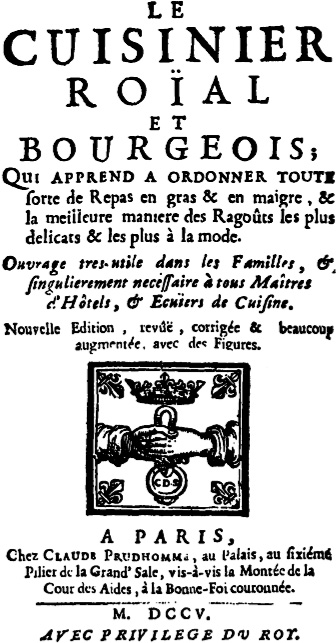
طرح روی جلد کتاب آشپزی نوشته شده توسط فرانسوا ماسیالوت

فرانسوا ماسیالو (به فرانسوی: François Massialot؛ زادهٔ ۱۶۶۰ در لیموژ - درگذشتهٔ ۱۷۷۳ در پاریس) یک سرآشپز اهل فرانسه بود. او برای شخصیت‌های برجسته‌ای از جمله فیلیپ یکم (برادر لوئی چهاردهم) و فیلیپ دوم خدمت می‌کرد.
کرم بروله توسط او در قرن هفدهم برای جشن سن جوزف (مطابق با کتاب New royal cool and bourgeois ۱۶۹۱) اختراع شد.